# 킹키 부츠

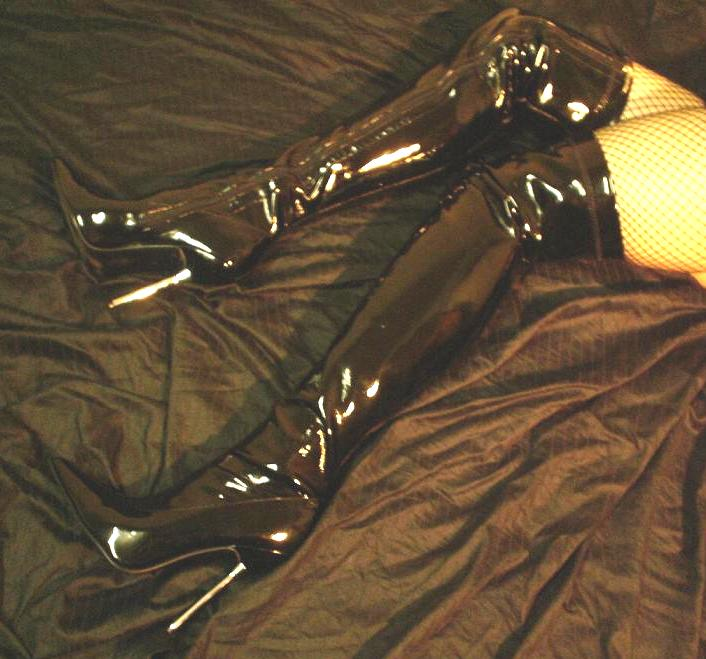

킹키 부츠 또는 킨키 부츠는 과하게 섹시하게 보이기 위한 부츠다. 드래그퀸이나도미네이트릭스가 착용하는 일이 많다.